# Idrætshuset
Idrætshuset er et idrætsanlæg beliggende ved Østerbro Stadion i det Indre Østerbro på Gunnar Nu Hansens Plads 5 i København. 
Idrætshuset blev opført 1911-1914 efter tegninger af arkitekten Søren Lemche. Ingeniøren var Edouard Suenson. I det ydre fremtræder bygningen med sit røde murværk i nationalromantisk stil, der skjuler, at der i det indre gemmer sig en moderne jernbetonkonstruktion. Den store sals tøndehvælving er således hængt op i tagkonstruktionen med langs- og tværgående Vierendeelåse. Suenson har her anvendt en meget ny, eksperimenterende teknik med stor succes.
Huset indeholder i dag omklædningsrum og fem indendørshaller på i alt 5.400 m² til afvikling af sports-aktiviteter såsom håndbold, bordtennis, boksning, styrketræning, kinesiske, koreanske og japanske kampkunstarter og hvor Café Stafetten har til huse. I kælderen er der et motionsrum og et vægtløfterlokale, der benyttes af idrætsklubberne tilknyttet anlægget udlejet af Københavns Idrætsanlæg . 
I 2009 blev Idrætshuset med dets stakit, portpiller og porte mod pladsen, samt de seks statuer mod Idrætsparken fredet.

## Klubber med aktiviteter i Idrætshuset
- Aikikai
- AK73
- Boldklubben af 1893
- Boldklubben Skjold
- IK 99 – Vægtløftning
- Kjøbenhavns Gymnastikforening
- Københavns Idræts Forening
- KSV – Vollyball
- KV 61 – Vollyball
- Københavns Aikido Klub
- Shuri-Ryu – Karate
- Skøjteklub København – Rulleskøjteløb
- Sparta Atletik
- Tai-Chi Chuan
- Øbro – Gymnastik
- Østerbro Ju-Jutsu Klub
- Østerbro Karate Skole
- Østerbro Taekwondo Klub